# Gerard Skok
Gerard Skok (ur. 6 października 1930 w Łodygowie, zm. 3 grudnia 1987 w Olsztynie) – polski działacz społeczny na Mazurach, dziennikarz i polityk, poseł na Sejm PRL I i II kadencji (1952–1961) z ramienia PZPR.

## Życiorys
Po przejściu Warmii i Mazur pod polską administrację rozpoczął pracę w charakterze robotnika leśnego i rolnego. W 1947 uzyskał maturę, po czym znalazł zatrudnienie w Olsztyńskim Wydawnictwie Prasowym. W 1950 został zatrudniony w komendzie powiatowej „Służby Polsce” w Piszu. Od 1951 pracował w Zarządzie Wojewódzkim Związku Młodzieży Polskiej w Olsztynie. W 1952 wybrany posłem na Sejm w okręgu Kętrzyn. W 1957 uzyskał reelekcję z okręgu Olsztyn. Objął funkcję sekretarza Sejmu, zasiadał w Komisji Nadzwyczajnej Ziem Zachodnich. W 1956 znalazł się wśród członków założycieli Stowarzyszenia Społeczno-Kulturalnego „Pojezierze”.
Po odejściu z Sejmu studiował historię w Wyższej Szkole Nauk Społecznych, którą ukończył w 1966. Był dyrektorem Olsztyńskiego Wydawnictwa Prasowego oraz wiceredaktorem „Panoramy Północy”. W późniejszym okresie był redaktorem naczelnym miesięcznika „Warmia i Mazury”. Od 1970 do 1972 pełnił obowiązki dyrektora Wydziału Kultury Urzędu Wojewódzkiego w Olsztynie. W latach 1977–1982 był zastępcą dyrektora Wydawnictwa „Pojezierze”.
Zajmował się publicystyką oraz literaturą. Za jego debiut pisarski uznać można opowiadanie „Stary człowiek pod lipą” (1957). Później wydał m.in. „Słońce w szkarłacie” (1981) oraz książki poświęcone historii niemieckich instalacji militarnych na terenie Prus Wschodnich. Sporo uwagi w swych publikacjach poświęcał historii Warmii i Mazur oraz stosunkom polsko-niemiecko-mazurskim.
Zmarł w Olsztynie, pochowano go na cmentarzu komunalnym w alei zasłużonych.

## Publikacje
- Wilczy szaniec. Dawna kwatera Hitlera (Wydawnictwo Pojezierze 1964, łącznie kilka wydań pod zmienionym tytułem; wydana pod pseudonimem Jerzy Jantar)
- Zagłada pruskiej fortecy (Wydawnictwo Pojezierze 1968, później kolejne wydania; wydane pod pseudonimem Jerzy Jantar, edycja z 1987 pod własnym nazwiskiem)
- Ziemia odnalezionych przeznaczeń (autor przedmowy), Olsztyn 1979
- Słońce w szkarłacie, Olsztyn-Białystok 1981